# JDDA (音楽)
一般社団法人JDDA  (ジェイディーディーエー、英: Japan Dance Music & DJ Association）は、国内を活動拠点しているDJや選曲家およびクリエイター、音楽プロデューサーによって設立された日本のDJおよび、ダンスミュージック・カルチャー普及のための団体。2019年9月9日にダンスミュージックの日を制定した。